# Marosvásárhely negyedei

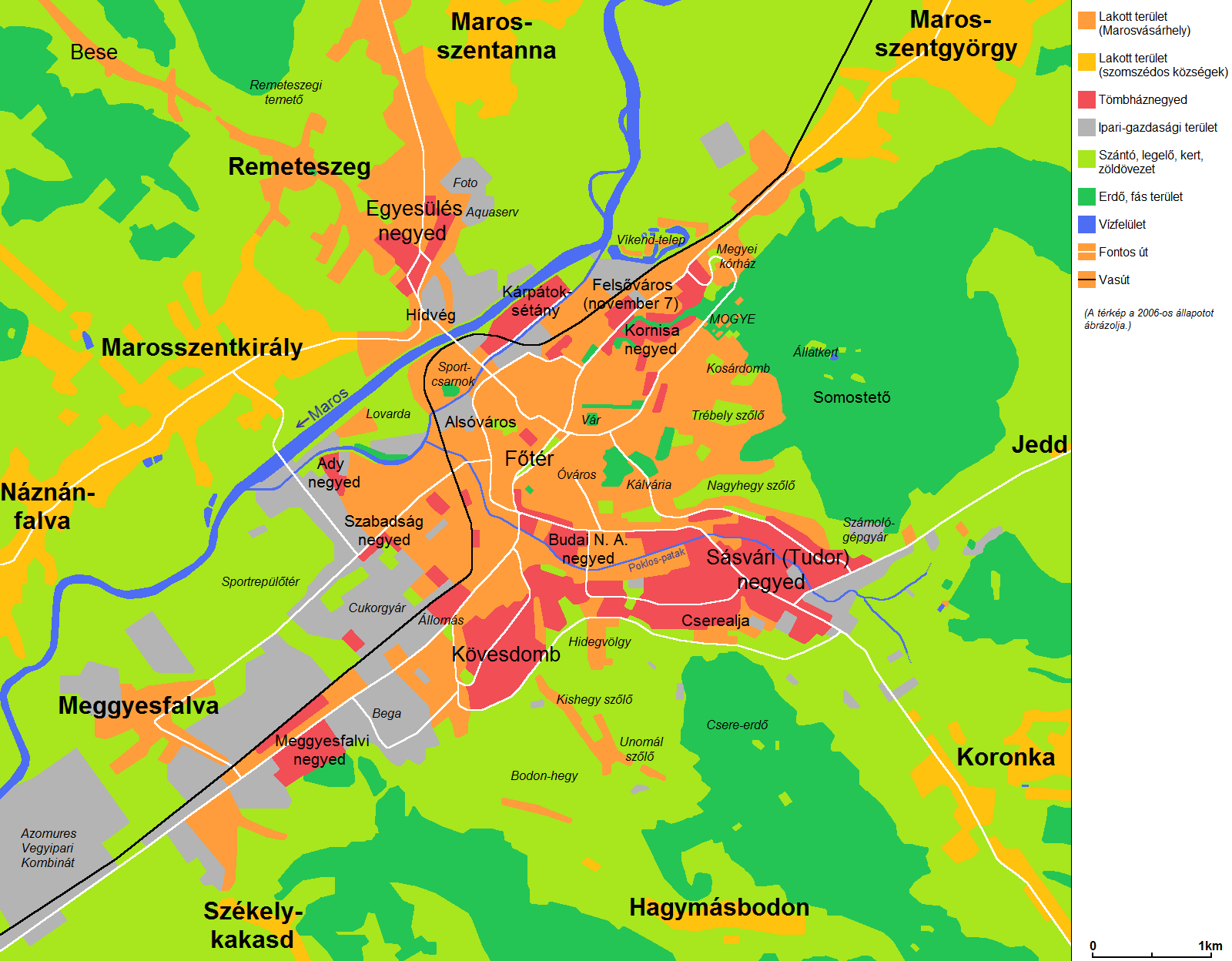
Marosvásárhely negyedei

Marosvásárhely nagyvárossá való átalakulása a második világháború után kezdődött, a kommunizmus idején. Az akkori vezetés úgy gondolta, hogy ezzel is elősegíthető az asszimiláció.

## A látogatás
1959. szeptember 7-én Marosvásárhelyre látogatott Gheorghe Gheorghiu-Dej, a Román Munkáspárt főtitkára, meg az akkori miniszterelnök, Chivu Stoica. Ekkor döntötték el, hogy a műtrágya kombinát hova épüljön, illetve Marosvásárhely új negyedeinek a helyét. Furcsa módon úgy döntöttek, hogy nem a Maros völgyében, hanem a környező dombokon fognak felépülni a negyedek.

## Marosvásárhely negyedei
- Belváros
- Kövesdomb
- Kárpátok sétánya – a Maros bal oldalán fekvő lakótelep. 1965-ben épült, majd 1967 körül bővítették.(régebb Hungária)
- Budai Nagy Antal
- Kornisa
- Állomás
- Szabadság
- Jeddi út
- Meggyesfalvi
- November 7. (most 1989. december 22.)
- Tudor Vladimirescu (Sásvári negyed)
- Ady Endre (Ritz)
- Egyesülés (a Maros jobb partján, régebb Benefalva és Hídvég falvak)
- Szépkilátás – Belvedere negyed (épül)
- Somostető
- Napfelkelte - Răsăritului